# Rougeotiana pseudonoctua
Rougeotiana pseudonoctua är en fjärilsart som beskrevs av Claude Herbulot 1983. Rougeotiana pseudonoctua ingår i släktet Rougeotiana och familjen mätare. Inga underarter finns listade.